# Muranzina
Die Muranzina ist ein rund 10 Kilometer langer rechter Zufluss des Rambachs in der italienischen Region Lombardei und im Schweizer Kanton Graubünden. Sie entspringt am Stilfser Joch und überquert nach rund 1,1 km die Grenze zur Schweiz, wo sie das Val Muraunza durchfliesst, bevor sie ins Münstertal eintritt und bei Santa Maria Val Müstair in den Rambach mündet. Dabei durchfliesst sie die Gemeindegebiete von Bormio und Val Müstair.
Das Bachbett der Muranzina ist meist von Sand und Kies bedeckt, dazu kommt eine oftmals oberflächliche Austrocknung, vor allem in den Wintermonaten. So ist oftmals kein Wasser zu sehen, auch nicht oberhalb der Wasserentnahmestelle bei der Einmündung der Aua da Prasüra.

## Geographie

### Verlauf
Die Muranzina entspringt als namenloser Bach auf rund 2730 m s.l.m. am Stilfser Joch. Die Quelle liegt unterhalb der Dreisprachenspitze rund 180 Meter südöstlich der Grenze und direkt neben dem Hotel Albergo Folgore. Sie unterquert die SS38 und passiert das Quellgebiet des Braulio. Dabei speist sie vor der erneuten Unterquerung der SS38 mit einem Teil ihres Wassers einen seiner Quellbäche. Ihr folgt am linken Ufer kurz die Strasse, bevor diese sich abwendet, während der Bach gleich darauf die Staatsgrenze überquert und nun Muranzina genannt wird.
Sie verläuft nach Norden und erreicht auf 2351 m ü. M. die Talsohle des Val Muraunza. Sie passiert den über dem linken Ufer gelegenen Umbrailpass, von dem ihr ein kurzer Bach zufliesst. Es folgt ein oft trockener Abschnitt, der in einen kleinen Weiher einmündet, nach dem sie linksufrig von der Umbrailpassstrasse begleitet wird. Es folgt die Einmündung des Wassers der Quelle Funtauna dal Tschütsch sowie eine Brücke der Passstrasse. Nach der Einmündung zwei weiterer Bäche von links bei der Alp Muraunza führt sie meist wieder mehr Wasser, wobei dieses durch Kies und Sand meist nicht sichtbar ist. Es fliesst ihr von rechts der Bach aus dem Val Gronda zu, nach dessen Mündung sich an den Talhängen erstmals Wälder erstrecken.
Sie erreicht das Gebiet Era Viglia und wird kurz hintereinander zweimal von der Passstrasse überbrückt. Kurz vor der Punt Teal wird der Muranzina mit Hilfe zweier Tiroler Wehre Wasser entnommen, das mithilfe eines Druckstollens zur Turbine des Kraftwerks Muranzina geleitet wird. Zugleich mündet von rechts mit der aus dem Val Costainas kommenden Aua da Prasüra ihr wichtigster Zufluss. Die Muranzina wendet sich nach Nordwesten und nimmt das Wasser der Täler Val Prasürabun und Val Teatscha von links auf, ehe sie etwa ab Höhe des Gasthauses Alpenrose eine enge und dicht bewaldete Schlucht bildet, an deren Ende sich ein Geschiebesammler befindet. Sie fliesst kurz nach Nordosten und nimmt mit dem Abfluss des Val Scharis von rechts einen weiteren wichtigen Zufluss auf.
Die Muranzina wendet sich wieder nach Norden und durchfliesst das Dorf Santa Maria Val Müstair, bevor sie schliesslich auf 1342 m ü. M. bei Pra Senchamaria von rechts in den Mittellauf des Rambachs mündet.

### Einzugsgebiet
Das Einzugsgebiet der Muranzina misst etwa 26,2 km², davon liegen etwa 26 km² in der Schweiz und etwa 0,2 km² in Italien. Es liegt innerhalb der Ortler-Alpen und besitzt eine durchschnittliche Höhe von etwa 2450 m ü. M. sowie einen mittleren Jahresniederschlag von rund 1365 mm.